# Dukla (gmina)
Dukla est une gmina mixte du powiat de Krosno, Basses-Carpates, au sud-est de la Pologne, à la frontière Slovaque. Son siège est la ville de Dukla, qui se situe environ 14 km au sud de Krosno et 57 km au sud-ouest de la capitale régionale Rzeszów.
La gmina couvre une superficie de 233,5 km2 pour une population de 14 926 habitants.

## Géographie
Outre la ville de Dukla, la gmina inclut les villages de Barwinek, Cergowa, Chyrowa, Głojsce, Iwla, Jasionka, Łęki Dukielskie, Lipowica, Mszana, Myszkowskie, Nadole, Nowa Wieś, Olchowiec, Ropianka, Równe, Smereczne, Teodorówka, Trzciana, Tylawa, Wietrzno, Wilsznia, Zawadka Rymanowska, Zboiska et Zyndranowa.
La gmina borde les gminy de Chorkówka, Iwonicz-Zdrój, Jaśliska, Krempna, Miejsce Piastowe, Nowy Żmigród et Rymanów. Elle est également frontalière de la Slovaquie.